# Pascale Monnin
Pour les articles homonymes, voir Monnin.
Pascale Monnin est une artiste pluridisciplinaire haïtienne et suissesse; Elle est plasticienne, artiste peintre, graveuse, sculptrice, crée des installations. Également commissaire d'exposition, depuis 2010, Pascale Monnin est la fondatrice de Passagers des Vents et directrice artistique de la Revue IntranQu'îllités.

## Biographie
Pascale Monnin est née le 26 mars 1974 à Port-au-Prince (Haïti), de parents suisses qui tiennent une galerie d'art  à Port-au-Prince, ouverte par l'aîeul paternel, Roger Monnin en 1956. Elle suit sa mère en 1977 qui revient s'installer en Suisse. Pour autant, elle retourne en Haïti pendant les vacances scolaires, et y cotoie des artistes haïtiens. Elle étudie l'art à Genève et, en 1994, revient s'installer en Haïti.
La Galerie Monnin à Port-au-Prince est une affaire de famille. Pascale Monnin y travaille comme commissaire d'exposition et sa connaissance de l'art haïtien l'amène à travailler sur de nombreux projets internationaux mettant en valeur Haïti et les Caraïbes
Sa démarche artistique est nourrie par sa double culture et propose un imaginaire complexe et fantasque. Elle crée sa mythologie personnelle et ses installations abordent souvent des problématiques sociales et politiques,.
Au côté du poète James Noël, elle fonde l’association culturelle Passagers des Vents en 2010 et en 2012 ils lancent la Revue artistique et littéraire IntranQu’îllités.
Elle a été la directrice artistique du Centre d'art à Port-au-Prince de 2014 à 2016.
Elle a exposé entre autres au Grand Palais, à la Villa Médicis, chez Agnès B, au Musée de l’OEA, au Fowler Museum, à la Halle Saint-Pierre. Elle a participé à la Biennale Dak'art ainsi qu'à la Biennale de Venise et le Lowe Museum de l’Université de Miami présente un de ses mobiles dans leur collection permanente. Ses œuvres font partie des collections telles que; Musée du Panthéon National Haïtien, Waterloo center for the arts, Ramapo College, Le Centre d'Art d'Haïti.

## Expositions personnelles
- 2018 : « S'il arrive que tu tombes », Galerie Monnin, Port-au-Prince, mars
- 2018 : « La naissance du colibri »[14], au Berrie Center au Ramapo College, New-Jersey, Usa, mars
- 2017 : « La naissance du colibri »[15], Waterloo center for the arts, Usa, septembre
- 2016 : « Enfance et autres bazars »[16], Carrè Zèmès, Port-au-Prince, décembre.
- 2014 : « Envers »[17], Purgerie du Fond Saint-Jacques, Sainte Marie, Martinique, décembre.
- 2012 : « L’éloge de la complexité », Galerie 16, Yverdon, Suisse, décembre.
- 2011 : Galerie Monnin, Pétionville, Haïti[18],[19].
- 2010 : Galerie Lec lec tic, Nouméa, Nouvelle-Calédonie[20].

## Biennales
- 2018 : Biennale de Dakar, Dakar, Sénegal[21]
- 2011 : Biennale de Venise[22],[23],[24], Fondazione Querini Stampalia, Venise,Italie[25],[26]

## Expositions collectives
- 2017 : « Art Haïtien, de 1940 à nos jours »[27], Piasa, Paris, octobre.
- 2016 : « Abstractions »[28], Residency of the American Embassy, Port-au-Prince, mars. (Catalogue)
- 2016 : « Carifesta »[29], Triomphe, Port-au-Prince, Haïti.
- 2016 : « Espace public et biens communs »[30], Nuit Blanche, Port-au-Prince, décembre.
- 2015 : « Aqua art Fair »[31], Art Basel, Miami, décembre.
- 2015 : « Jouk li Jou »[32], Nuit Blanche, Port-au-Prince, décembre.
- 2014 : « Re-voir Haïti »[33],[34],[35],[36],[37], Grand Palais, Paris, novembre. (Catalogue)
- 2014 : « Transformative Visions »[38], Lowe Museum, Miami, novembre. (Catalogue)
- 2014 : « Art Contemporain en Haïti »[39], Musée de Mupanah, Port-au-Prince, juillet.
- 2014 : « Authentik Énergie »[40], Manoir de Martigny, Martigny, Suisse, avril.(Catalogue)
- 2013 : « On common ground : Dominican Republic+ Haïti »[41], Musée de l‘OEA, Washington, février. (Catalogue)
- 2013 : « Il Retro del Manifesto »[42], Villa Médicis, Rome, Italie, janvier.
- 2012 : « Royaume de ce monde », Halle Boucard, Jacmel, décembre.
- 2012 : « In Extremis: Death and Life in 21st-Century », Fowler Museum, UCLA, Los Angeles, septembre. (Catalogue)
- 2011 : « Nomad two worlds »[43], Studio Pier 59, Santa Monica, États-Unis, février.
- 2011 : « Royaume de ce monde »[44], Centre Culturel Haïtien de Miami, États-Unis, décembre.
- 2011 : « Royaume de ce monde », Agnès B, Rue Dieu, Paris, France[45],[46].
- 2010 : « Amazones », exposition collective, Musée du Montparnasse, Paris, France[47].
- 2010 : « Private show », Casa de Campo[48], République dominicaine[49].
- 2009 : « Roots and more » Afrika Museum, Berg en Dal, Hollande[50],[51].
- 2009 : « Make art like voodoo », Botschaft von Berlin, Berlin, Allemagne[52].
- 2009 « Private show »[53], Casa de Campo, République dominicaine
- 2008 : « Cultur’Elle »[54],Institut Français, Haïti, avril.
- 2008 : « A Contemporary view of Brazil, Cuba and Haiti »[55], LA Municipal Gallery, Los Angeles, États-Unis, avril.
- 2008 : « Private show[56], Casa de Campo, République dominicaine
- 2007 : « Palabra Vegetal »[57], Galerie Monnin, Haïti, décembre.
- 2007 :« Palabra Vegetal »[58], Casa de las Americas, Havanne, Cuba, avril. (Catalogue)
- 2007 : « Private show »[53], Casa de Campo, République dominicaine
- 2005 : Galerie Lakaye[59], Los Angeles, États-Unis, novembre
- 2005 : Exposition collective au Château du Châtelard, Montreux, Suisse, septembre
- 2004 : « Mes 100 Têtes »[60], Galerie Monnin, Pétion ville, Haïti, décembre.
- 2004 : « Expo collective », Sant d’A, Jacmel, Haïti.
- 2004 : « Bicentenaire d’Haïti »[61], Vente de tableaux haïtiens à l’hôtel Drouot, Paris, France
- 2003 : « Two-woman show: Pascale Monnin and Barbara Cardone »[62], Galerie Lakaye, États-Unis, novembre.
- 2003 : « Ronald Mevs et Pascale Monnin »[63], Galerie Monnin, Pétion ville, Haiti, septembre.
- 2003 : « Vaudou », Abbaye de Daoulas, Bretagne, France, mars (Catalogue[64])
- 2003 : « Ettercolombus.com », Kunstnernes Hus (en), Oslo, Norvège[65]
- 2002 : « Haitian Art in Bloom »[66], Chelsea, NY, États-Unis, mai.
- 2002 : « Duo-Fritzner Chery et Pascale Monnin »[67], Galerie Monnin, décembre.
- 2002 : « Autoportraits », Galerie Nader[68], Pétion ville, Haïti.
- 2001 : « Duo Killy et Pascale Monnin »[60], Galerie Monnin, Pétion ville, Haïti, décembre.
- 2001 : « Women of the world », curated by Claudia Del Monte, Art center White Columns, NY, Flint Institute of Art, Michigan, Forsta Galleriet
- 2001 : « Expo collective », Fondation Africamerica[69], Turgeau, Port au Prince.
- 2000 : « Trio-Sergine André, Barbara Cardone, Pascale Monnin[67]», Galerie Monnin, Pétion ville, Haïti, mars
- 2000 : « Anges et Démons », Halle Saint Pierre, Paris, France[70].
- 1999 :« Three haitian artists : F.Zephirin, J.Joseph, P.Monnin »[67], Ramscale Gallery, NY, États-Unis.
- 1999 : « Rencontre internationale de peinture murale », Santiago, Cuba.
- 1998 : « Haitian Art », Bloom, Chelsea, NY, États-Unis[67].
- 1998 : « Commémoration du 50e anniversaire de la déclaration des droits de l’homme vue par les créateurs haïtiens » organisée par l’Unesco, Musée d’art Haïtien, Port au Prince, Haïti. (Catalogue)
- 1998 :« Haïti; Femmes et Art contemporain », Arche de la Défense, Paris, France. (Catalogue)
- 1998 : « Art érotique »[71], Galerie Bourbon-Lally, Pétion ville, Haïti.
- 1996 :« Les femmes peintres d’Haïti », Musée du Panthéon Haïtien, Port au Prince, Haïti.
- 1996 :« Three women, three artists, three artists », Gallery Lakaye, Los Angeles, États-Unis.
- 1996 : « Troisième Biennale de peinture de la caraïbe », Santo Domingo, République Dominicaine. (Catalogue)
- 1996 : « Lamayot »[71], Galerie Bourbon Lally, Pétion ville, Haïti.
- 1996 : « L’invisible »[60], Sergine André, Pascale Monnin, Galerie Monnin, Pétion- ville, Haiti.
- 1995 :« Duo-Frantz Zéphirin, Pascale Monnin »[60], Galerie Monnin, Pétion ville, Haïti.

## Œuvres écrites
- (avec James Noël), La fleur de Guernica, Vents d'ailleurs 2010, 24 pages  (ISBN 9782911412721)[72].